# Попо I фон Берг-Шелклинген
Попо I фон Берг-Шелклинген (на немски: Poppo I von Berg-Schelklingen; † ок. 11 юли 1110) от швабския род фон Берг е първият известен граф на Берг и господар на Рогенщайн.
Попо I фон Берг-Шелклинген е погребан в Цвифалтен. Около 1200 г. графовете на Берг купуват господството Шелклинген.

## Фамилия
Попо I фон Берг-Шелклинген се жени за София Унгарска (* ок. 1070; † ок. 26 юни 1110), дъщеря на унгарския крал Саломон (1052 – 1087) и Юдит Мария Швабска († 1092/1096), дъщеря на император Хайнрих III (1017 – 1056). Те имат пет деца:
- Хайнрих I фон Берг († пр. 1116 или 24 септември сл. 1122 в Цвифалтен), граф на Берг, женен за маркграфиня Аделхайд фон Мохентал († 1 декември 1125)
- Салома фон Берг († 13 юни/юли сл. 1103), омъжена за Хайнрих фон Емеркинген († 5 август сл. 1103)
- Диполд I фон Берг († 18 май 11??)
- син

Неговите внучки са:
- Рикса фон Берг-Шелклинген († 27 септември 1125), омъжена за херцог Владислав I от Бохемия († 1125), майка на бохемския крал Владислав II († 1174)
- Салома фон Берг-Шелклинген († 27 юни 1144), омъжена 1113 г. за полския крал Болеслав III († 1138)
- София фон Берг († 31 май 1126), омъжена сл. 1113 г. за херцог Ото II от Моравия-Олмюц († 18/28 февруари 1126)